# Kim Herforth Nielsen
Kim Herforth Nielsen (né en 1954 à Sønderborg) est un architecte danois. Il est cofondateur de la firme 3XN.  

## Biographie
Nielsen reçoit son diplôme de l'École d'architecture d'Aarhus en 1981. Il cofonde ensuite la firme 3XN, impliquée dans plusieurs grands projets, avec Lars Frank Nielsen et Hans Peter Svendler Nielsen (d'où le nom, 3 fois Nielsen, 3XN).      
De 2008 à 2013, Kim Herforth Nielsen a été membre du jury du World Architecture Festival. Il est membre de l'Académie royale des beaux-arts du Danemark, du comité des prix du PAR et juge à l'Association danoise d'architecture. 
Il donne des conférences et enseigne dans des académies d'art et des universités du monde entier et, depuis 2013, il est président du comité d'architecture de la Danish Arts Foundation. 

## Principales réalisations
- Palais de justice de Frederiksberg, Copenhague, (2009).
- Pont sur le port intérieur de Copenhague, ponts piétonniers, Copenhague, (2009).
- Dublin Concert Hall, Dublin, (2009).
- Daimler, siège social, Stuttgart-Untertürkheim, (2009).
- Horten, siège social, Tuborg Harbour, (2006-2009).
- CPH Arch, 2 tours et un pont, Copenhague, (2008).
- KPMG, siège social, Copenhague, (2008-2011).
- La planète bleue, nouvel aquarium du Danemark, Copenhague, (2008–2013).
- Z-Raderna, logements, Stockholm, (2008-).
- Kubus, Berlin, (2007-).
- Théâtre, Molde, (2007-2011).
- Phare, Aarhus, (2006-).
- Bella Hotel, Copenhague, (2006-2011).
- Stade, Horsens, (2006-2009).
- Middelfart Savings Bank, (2006–2010).
- Arts and Media Center, Université de Salford, Salford, (2005-).
- Musée de Liverpool, (2005-2010).
- Saxo Bank, siège social, (2005-2008).
- Muziekgebouw, Amsterdam, (2005).
- Bâtiment Deloitte, Copenhague, (2001-2005).
- École technique de Tangen, Kristiansand, (2004-2009).
- Ørestad Gymnasium, Copenhague, (2003-2007).
- Alsion, université, parc scientifique et salle de concert, Sønderborg, (2002-2007).
- Terminal DFDS, Copenhague, (2003-2004).
- Ambassade du Danemark à Berlin, (1999).
- Maison d'architecte, Copenhague, (1996).

## Distinctions
- Médaille Eckersberg, 1999.
- Chevalier de Dannebrog, 2000.
- Prix: RIBA (2005, 2007, 2009), Mipim (2004, 2006).
- Médaille Hansen 2010.